# ウエスタンデジタル

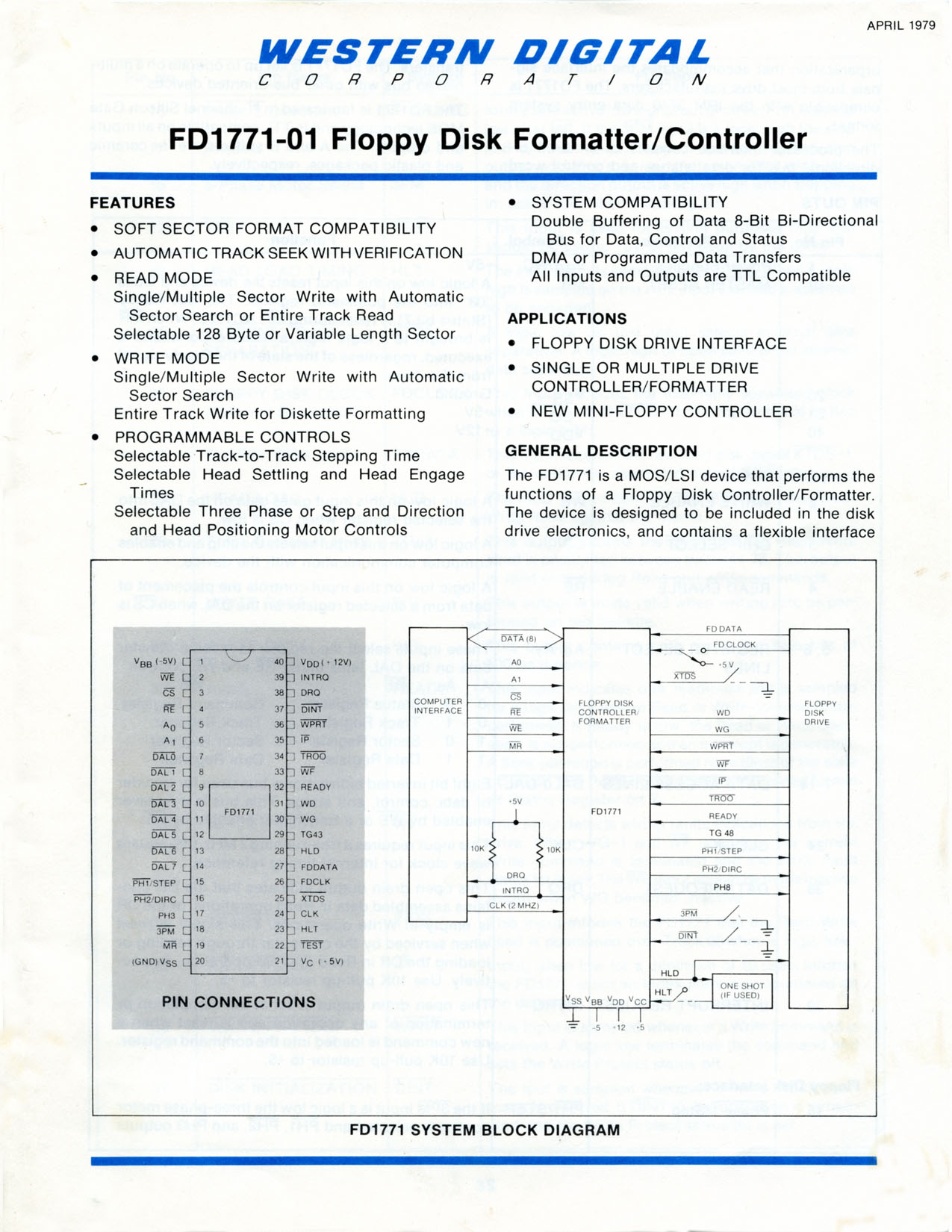
フロッピーディスク・コントローラーFD1771のデータシート（1979年）

ウエスタンデジタル コーポレーション（英: Western Digital Corporation、WDやWDCと略記される）はハードディスクドライブとフラッシュメモリー製品を製造する米国のストレージ製造企業である。

## 歴史

### 1970年代 - 創業
1970年4月23日、ゼネラル・デジタル（英: General Digital）として設立された。当初は主にMOS半導体の試験装置の製造企業だったが、何人かの個人投資家と大企業のエマーソン・エレクトリックから資金提供を受けると、特殊な半導体を製造する企業となった。1971年7月、現在の名称に改称するとともにカリフォルニア州ニューポートビーチに移転し、直後に最初の製品WD1402A UARTをリリースした。
1970年代の初期、ウエスタンデジタル(以下WDと表記)は電卓用チップで売り上げを稼いでいた。1975年には、世界最大の独立系電卓チップメーカーとなった。しかし、1970年代中頃の石油危機と最大の顧客だった電卓メーカーボーマー（Bowmar）の倒産によって、業績は激変する。1976年にはWD自身も連邦倒産法第11章の適用を申請した。その後、エマーソンはサポートをやめ、WDは自主再建を目指すこととなる。
WDはこの時期に特筆すべき製品をいくつか発表している。MPC-1600はマルチチップ型のマイクロプログラム方式のCPUであり、DECのLSI-11システムに使われるとともに、UCSD p-SystemバージョンIIIとUCSD Pascalを実行できる独自のPascal MicroEngineとしても発売された。WD1771などの一連のフロッピーディスクドライブコントローラーチップもある。

### 1980年代前半 - ストレージ事業に参入
WD1771と関連製品によってWDはストレージ関連産業へ参入した。1980年代初期には、ハードディスクのコントローラーを作っており、1983年にはIBMのPC/ATに供給する契約を勝ち取った。そのコントローラーWD1003は ATAインターフェイスのベースとなった。ATAは、WDがコンパックおよびCDCのMPI部門（現在のシーゲイト・テクノロジーの一部）と共に1986年に共同開発したものである。1980年代の大半を通じて、WD1003をベースとするコントローラ製品群はWDの収益と利益の大半を占め、同社は一時的に著しい成長を遂げた。

### 1980年代後半 - 事業の多角化

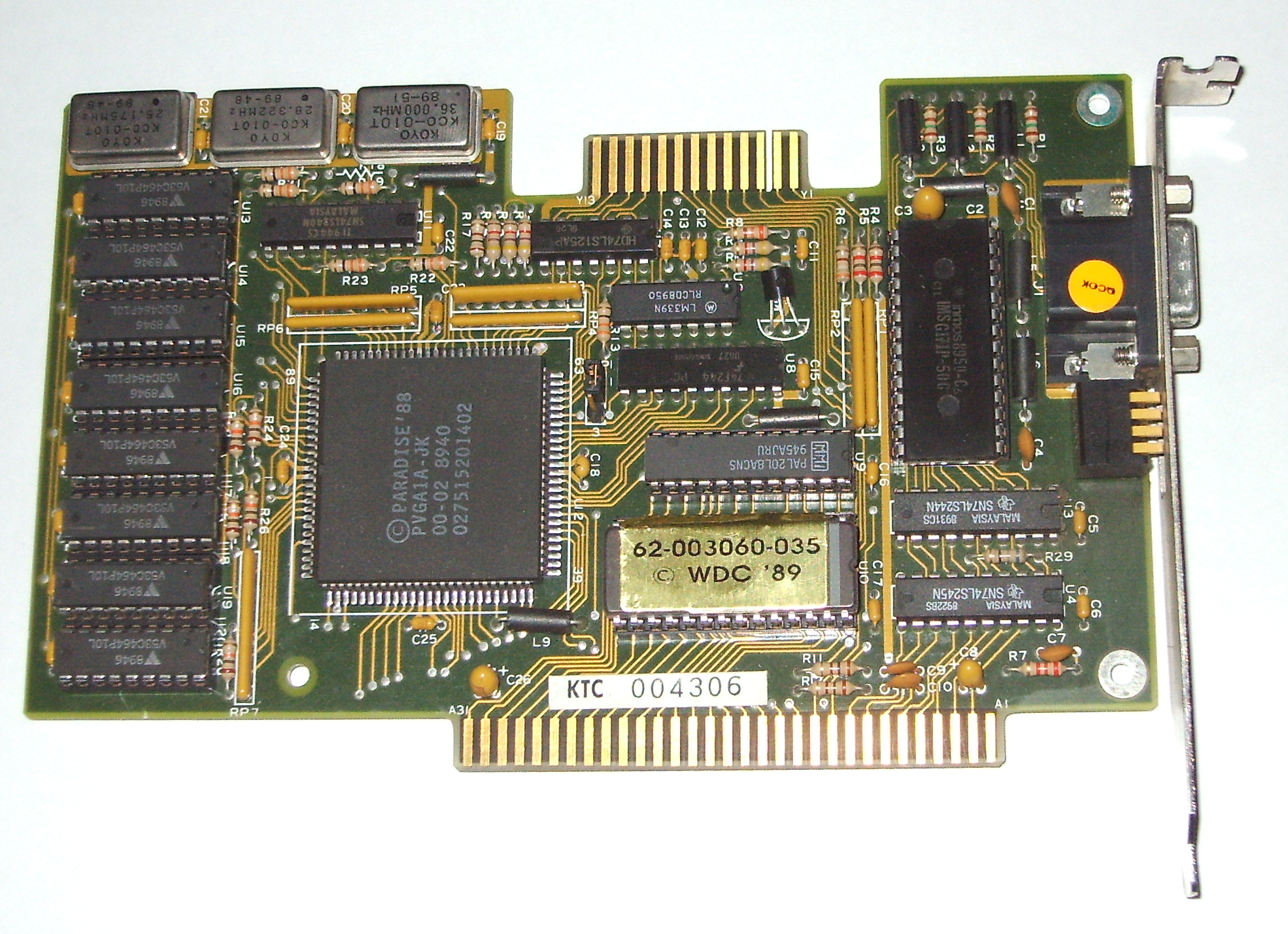
Western Digital Paradise VGA 8-bit ISA bus用拡張ボード（1989年）

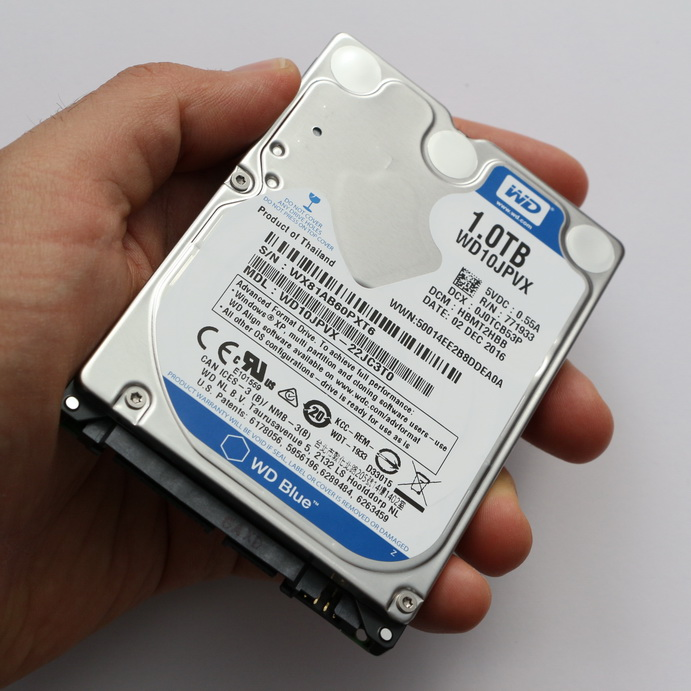
ウエスタンデジタル製HDD（写真は一般消費者向けシリーズ、WD Blue)

1980年代中盤以降、WDはグラフィックカード（1986年に子会社化したパラダイス（Paradise）による）、チップセット（1987年に買収したファラデーによる）、ネットワーキングなどに拡大していった。それらは事業としてうまくいったが（特にパラダイスはVGAカードで成功）、ストレージ関連のチップとディスクコントローラーが最も大きな収入源であった。1986年、シングルチップのSCSIコントローラーWD33C93をリリース。これは最初の16ビットバス・マスタリングSCSIカードWD7000 FASSTで使われた。1987年、PC/ATのフロッピーディスク・コントローラー回路をワンチップ化したWD37C65をリリース。これは後のスーパーI/Oと呼ばれるチップの先祖にあたる。1988年、WD42C22 Vanilla（バニラ）をリリース。世界初のシングルチップATAハードディスク・コントローラーである。
1988年にはWDの歴史上最も大きな変化があった。その年にPCハードウェアメーカータンドン（Tandon Corporation）のハードディスク生産工場を買い取ったのである。WDがそこで最初に生産したのは「Centaur」（センタウル）シリーズと名づけたディスクドライブである。

### 1990年代 - ハードディスク事業に専念
1991年には、PC業界がST-506とESDIドライブからATAとSCSIに移行するにつれてハードディスク・コントローラーの必要とされる個数が減り（デイジーチェーン接続により、一台のコントローラーに複数のディスクを接続できるようになったため）、徐々に成長が減速してきた。同年、WDはCaviar（キャビア）ドライブをリリースした。これには組み込み型サーボという最新技術を使い、診断システムもコンピュータ化した。
Caviarドライブは大成功を収め、WDはハードディスクに専念することを決め、他の部門を売却した。Paradiseはフィリップス社に売られ、ネットワーキングとフロッピードライブ・コントローラー部門は SMC Networks に行き、SCSIチップ部門はアダプテックに行った。1995年頃になるとCaviarの技術的優位性に翳りが見え始めた。特にクアンタム（Quantum）の追い上げが激しく、ウエスタンデジタルは低迷期を迎えた。
今回の製品やアイデアはうまくいかなかった。3インチのPortfolio（ポートフォリオ）ドライブは失敗し、CD-ROMインターフェイスのSDXハードドライブも失敗した。また、製品品質が悪化しつつあり、他社に追い抜かれるようになる。それまでWDを採用してきたシステム構築業者やPC愛好家は、ライバル（特に1990年代後半に頭角を現してきたマックストア（Maxtor））に流れていった。
1998年、この流れを断ち切るため、WDはIBMに援助を求めた。この協定によりWDはGMRヘッドなどIBMの技術を使用する権利を得て、IBMの生産設備にもアクセスすることができた。この成果は1999年初期のExpert（エキスパート）シリーズに生かされた。結果として（2000年にモーター制御チップの不良によるリコールがあったものの）WDは市場での地位を取り戻した。WDはその後IBMとの協定を終了させた。

### 2000年代
WDは2001年、8MBのキャッシュを主要なATAハードドライブに内蔵した。当時、そのクラスのHDDでは2MBのキャッシュが普通だった。WDは、この8MBキャッシュのモデルをSpecial Editionと呼び、型番上も2MBのものと区別している（8MBはJB、2MBはBB）。最初の8MBキャッシュドライブは100GBの WD1000JB であり、すぐに40GBから250GBまでの製品がリリースされた。WDではJBモデルをファイルサーバ向きの製品と位置づけている。
2003年、WDは最初の10,000rpmシリアルATAHDDをリリースした。容量は36GB、平均アクセス時間は6ミリ秒以下である。さらに静粛性の高い74GBのWD740GDをリリース。2004年現在、Raptor（ラプター）ドライブは5年間の動作保証付きとなっている。
WDは1年保証という短い保証期間のドライブを低価格で売っているが、これに追加の保証オプションを購入して保証期間を延ばすサービスを行っている。これにより、1種類の製品を2つの市場に提供することが可能となっている。

### 2010年代

#### 日立グローバルストレージテクノロジーズ買収
2011年、日立製作所からHDD部門を買収。HDD業界での影響力をさらに強める。
2011年3月7日、日立グローバルストレージテクノロジーズ（日立GST・当時、現・HGST）の親会社であるヴィヴィティテクノロジーズ（英: Viviti Technologies Ltd.）の全株式を、その親会社である日立製作所より現金35億ドルおよびウエスタンデジタル株2,500万株（7億5,000万ドル相当）で取得し、WDの完全子会社とすることで合意、正式契約を締結したと発表した。なお、2009年10月14日にWDはマレーシアサラワク州のHDD用円板基材（サブストレート）製造拠点を日立GSTに譲渡しており、近隣の日立GSTの製造拠点とともにWDに回帰することとなった。また、日立GSTの前身はIBMのHDDハードディスク事業に日立の同事業を統合させたものであり、奇しくもかつて援助を求めたIBMの事業を手に入れることとなった。なお、日立GST統合後は日立製作所から2名が取締役として就任し、また日立GSTの現社長兼最高経営責任者（President & CEO）のスティーブ・ミリガンは社長（President）としてWDの現社長兼最高経営責任者のジョン・F・コインは引き続き最高経営責任者として就任し続ける）、さらに日立製作所がWDの発行済株式総数の10%ほどを保有することにより筆頭株主となる予定。
2011年5月30日、欧州連合（EU）の欧州委員会（EC）が、日立製作所からの買収について徹底的な調査を開始すると発表した。調査は2件の買収案件について行なわれた。一つは本案件、もう一つはシーゲイト・テクノロジーがサムスン電子が所有するHDD事業を買収する案件について調査が行なわれる。この一連の調査により、日立製作所からの買収時期は、当初予定されていた2011年9月から10月〜12月にずれ込むとされていたが、さらに2012年3月までに完了する見込みとさらにずれ込んだ。また、各国の独禁当局によるWDによる3.5インチハードディスクの寡占化の懸念からWDに設備の一部売却が求められていたが、本案件の完了を前提にWDが東芝より東芝ストレージデバイス・タイ社（2009年に東芝が富士通より取得し、2011年のタイにおける洪水で被災し休止している生産子会社）を取得し東芝にWDのコンシューマ向け製品の一部の製造設備及び知的財産とニアライン向け製品の一部の製造設備を譲渡し、それまでハードディスクにおいては2.5インチ以下およびエンタープライズ用3.5インチ専業だった東芝がクライアント・コンシューマ用3.5インチに進出しハードディスクの全ての分野に進出することとなった。最終的に日立GSTの買収は同年3月8日に完了した。
買収後は日立GSTはWDの子会社となった。また、東芝にHGSTの1TBプラッタの3.5インチドライブの製造設備及びWDの試験設備や知的財産の一部を譲渡した。またHGSTは設備譲渡まではそれを用いて生産し、譲渡後も引き続き残存設備（例として3.5インチ製品は500GBプラッタ及び667GBプラッタの3.5インチドライブの製造設備）で生産していた。東芝から取得する東芝ストレージデバイス・タイ社の処遇は未定だが、人員はWDのタイにおける生産拠点に統合する予定。
なお、シーゲイトのサムスン電子のHDD事業買収は2011年12月19日に完了している。
2016年、HGSTはマレーシア工場を閉鎖した。
2018年3月15日の企業ブログにおいてHGSTブランドのドライブ製品を随時WDブランドに移管していく方針を表明、HGSTブランドの消滅が示唆された。その後、同年11月末をもってHGSTの公式サイトは閉鎖され、WDのサイトへのリダイレクトがされるようになった。
なお、日本法人（当初はストレージテクノロジー株式会社で、IBMの事業の統合により株式会社日立グローバルストレージテクノロジーズに社名変更）は買収後の2011年5月7日に株式会社HGSTジャパン (HGST Japan, Ltd.) に社名変更され、2022年10月1日に再度ウエスタンデジタルテクノロジーズ合同会社（Western Digital Tehchnologies GK）へ社名変更した。IBM時代より神奈川県藤沢市に拠点（旧日本IBM藤沢事業所）を置く。

#### 中国紫光集団との提携
2015年9月30日、WDは中国の清華大学のファンド紫光集団に自社株の15%を割り当て筆頭株主にすると発表。しかし、翌年2月23日には紫光集団側が米政府の審査を理由に撤回した。一方で提携は続けられ、両社の合弁会社も設立されている。

#### サンディスクの買収
2015年10月21日、サンディスクを190億ドルで買収すると発表しフラッシュメモリ事業に参入。サンディスク・東芝間の提携関係は買収後も維持される。翌年5月12日、買収手続きを完了した。
サンディスクの日本法人は、2020年12月までサンディスク株式会社と名乗っていたが、2021年1月にウエスタンデジタル合同会社に改組した。なお、それまでに存在したウエスタンデジタルの日本法人であったウエスタンデジタルジャパンは先立つこと2020年12月23日に清算されている。前述の通り旧株式会社HGSTジャパンがウエスタンデジタルテクノロジーズ合同会社となったため、ウエスタンデジタル合同会社がフラッシュメモリーの開発・製造・販売およびハードディスク製品の販売、ウエスタンデジタルテクノロジーズ合同会社がハードディスク製品の開発・製造という分担となっている。
今日、同社はフラッシュメモリ事業においても世界有数の地位を築いている。

### 2017年以降
2017年夏、Fusion-io/SanDisk ION Acceleratorソフトウェアをワンストップシステムズにライセンス供与した。
2017年4月、本社をカリフォルニア州アーバインからカリフォルニア州サンノゼのHGST本社に移転した。
2017年8月、クラウドストレージプロバイダーのUpthereを買収し、サービスの構築を継続する意向を示した。
2017年9月、フラッシュメモリストレージアレイのメーカーであるTegile Systemsを買収した。TegileをIntelliFlashとしてリブランディングし、2019年9月にDataDirect Networksに売却した。
2017年10月、世界初の14TB HDD、ヘリウム充填HGST Ultrastar Hs14を出荷した。
2017年12月、東芝との間で、日本にある共同所有のNAND生産施設の売却について合意に達した。
2018年6月、ウェスタンデジタルはシカゴ地域に拠点を置き、Wearable Inc.のワイヤレスサーバープラットフォームAirStashから派生したサンディスクワイヤレスドライブとサンディスクコネクトワイヤレススティックを生産していた小企業Wearable, Inc.を買収した。
2018年5月、東芝のチップ部門の売却についてBainコンソーシアムと合意に達した。
2018年7月、フラッシュドライブ生産にシフトするため、クアラルンプールのハードディスク生産施設を閉鎖する計画を発表し、同社はタイにある2つのHDD生産施設のみを残すことになった。 同社は2018年フォーチュン500の売上高別米国大企業の158位にランクインした。
2019年6月、キオクシアは日本の四日市市にある工場の1つで停電を経験し、少なくとも6エクサバイトのフラッシュメモリが失われ、一部の情報筋は損失が15エクサバイトに上ると見積もっている。WDは自社のフラッシュ・メモリ・チップを製造するためにキオクシアの設備を使用していた（現在も使用している）。

### 2020年代
2020年11月、新しいコンシューマー向けSSD「WD Black SN850 1TB」を発表した。 独自のNVMeバージョン1.4コントローラー（「G2」）を採用したこのSSDは、サムスンの980 Pro 1TBや、SN850が発売された後に登場したPhison E18コントローラーを搭載した他の新発売のSSDよりも性能が高いと報告されている。当時、より高性能な SSD はインテルの Optane ラインだけであり、これはコンシューマー向けではないワークステーション／サーバーベースの SSD で、価格は SN850 の 5倍以上であった。
2021年6月、2013年に製造が終了したMy Book Live NASドライブが消去されたとの報告がユーザーから寄せられ、同社はデバイスをインターネットから切断するよう勧告した。
2021年8月、日本のメモリーチップサプライヤーであるキオクシア（旧東芝メモリ）と、2021年9月に最終決定する合併の詳細について調整を開始した。同年10月、合併交渉の行き詰まりが明らかになった。
2022年2月、WDとキオクシアは、汚染問題が両社のフラッシュメモリ共同生産工場の生産量に影響を与えたと報告し、WDは少なくとも6.5エクサバイトのメモリ生産量が影響を受けたことを認めた。 日本の木上工場と四日市工場は汚染のために生産を停止した。
2023年3月23日、WDのシステムに侵入するサイバー攻撃を受けた。4月2日、同社は侵入の程度を調べるため、My Cloudを含む一部のサービスを積極的にオフラインにした。 ハッカーは同社から顧客情報を含む約10TBのデータを盗んだとされ、盗まれたデータを公開しないよう「最低8桁」の身代金を要求した。
キオクシアとの合併交渉は2023年に再開されたが、キオクシアの筆頭株主であるベインキャピタルと間接株主であるSKハイニックスが10月に買収反対を表明したため、中止された。10月の決算説明会で、フラッシュメモリ事業を分離し、2024年後半までにサンディスクの合併を事実上撤回すると発表した。
2024年5月16日、世界初の2.5インチ・フォーム・ファクターの6TB外付ハードディスク・ドライブを発表した。

### 分社化
2023年10月30日、ウエスタンデジタルはHDD事業とフラッシュメモリ・SSD事業の分割を発表。
2025年2月24日、Western Digital CorporationとSandisk Corporationの分社化が完了した。これにより、HDDはウエスタンデジタルが、フラッシュメモリ・SSDはサンディスクがそれぞれ事業を担う。これに伴い、日本法人に関しても分社化が予定されている。

## 技術革新
WDは以下のような技術革新を成し遂げてきた。
- 1971年 - WD1402A、世界初のシングルチップUART（非同期通信器、一般にRS-232Cとほぼ同義）
- 1976年 - WD1771、世界初のシングルチップのフロッピーディスク・コントローラー
- 1981年 - WD1010、世界初のシングルチップST-506コントローラー
- 1983年 - WD1003ハードディスク・コントローラー、ATAの前身
- 1986年 - コンパック、CDCと共同開発したATA
- 1986年 - WD33C93、初期のSCSIインターフェイスチップ
- 1987年 - WD7000、世界初のバスマスタリングISA SCSIコントローラー
- 1987年 - WD37C65、世界初のシングルチップPC/AT互換フロッピーディスク・コントローラー
- 1988年 - WD42C22、世界初のシングルチップATAハードディスク・コントローラー
- 1990年 - Caviar（キャビア）ハードドライブ
- 2001年 - 世界初の一般市場向け8MBバッファ付ドライブ
- 2003年 - 世界初のSATAドライブ (10,000 rpm)
- 2004年 - Media Center（メディアセンター）、世界初のフラッシュメモリリーダー内蔵ハードドライブ
- 2006年 - 世界で初めて透明な窓をつけたハードディスクドライブ[66][67]
- 2007年 - 世界初のノートPC向け250GBドライブと[68]、デスクトップ向け750GBドライブ[69]
- 2013年 - 120GBのSSDと1TBのHDDが融合したWD BLACK²

## 製品
- WD Raptor（ラプター） - 3.5インチ 10000rpm
  - WD VelociRaptor（ヴェロシラプター）ハイパワー
- WD Caviar（キャビア） - 3.5インチ
  - WD Blue 一般用
  - WD Blue SSHD 8GBNAND型フラッシュメモリ搭載
  - WD Green 大容量・ECO（2015年にBlueに統合）
  - WD Black ハイパフォーマンス
  - WD Red NASに特化されたランダムアクセス重視モデル 24*7
  - WD Purple 監視カメラ等の長時間稼働向け
  - WD Re データセンター向け
  - WD AV 家電、AV向け
- WD Scorpio（スコーピオ） - 2.5インチ
  - WD Blue 一般用
  - WD Blue SSHD 8GBNAND型フラッシュメモリ搭載
  - WD Green 大容量 ECO
  - WD Black ハイパフォーマンス
  - WD Black2 120GBSSDと1TBHDDが融合
  - WD Red NASに特化されたランダムアクセス重視モデル 24*7
  - WD AV 家電、AV向け
- SSD
  - WD Gold - 業務用向けエンタープライズクラスNVMe SSD。 2.5インチケースタイプ専用。
  - WD Black SN7xx・SN8xxシリーズ - ゲーミング、およびハイエンドNVMe SSD。基本形のM2タイプの他に、ヒートシンク装着版M2タイプやPlayStation 5対応版M2タイプ（SN850P）、PCI Express対応版、USB接続による外付けタイプ、Xbox Series X/S専用ストレージ拡張カード（C50）も存在する。
  - WD Blue SN5xxシリーズ - スタンダードモデルNVMe SSD。M2タイプ専用。
  - WD Blue SA5xxシリーズ - スタンダードモデルSATA SSD。M2タイプと2.5インチケースタイプがある。
  - WD Green SN3xxシリーズ - エントリー向けNVMe SSD。M2タイプ専用。
  - WD Green - エントリー向けSATA SSD。M2タイプと2.5インチケースタイプが存在するが、先述のWD Blue SA5xxシリーズに統合される形で2023年内を以て製造・出荷終了となった。
  - WD Red SN5xxシリーズ - NAS向けNVMe SSD。M2タイプ専用。
  - WD Red SA5xxシリーズ - NAS向けSATA SSD。M2タイプと2.5インチケースタイプがある。
- WD SiliconEdge Blue - SSD
- WD SiliconDrive III  - SSD
- WD Ultrastar - 業務用、元HGST。一部モデルはHelioSeal（ドライブ内部への窒素充填）採用。
- WD Sentinel - 業務用
- My Book - バックアップ用

SanDiskブランドに関してはサンディスクを参照。

## 競合企業
- シーゲイト・テクノロジー
- 東芝デバイス&ストレージ - 東芝のHDD事業と2009年に取得した富士通のHDD事業とを統合し設立された東芝ストレージデバイスがルーツ[70]、2012年にWDからHGSTの設備の一部等を取得

## 不祥事

### 2023年「My Cloud」サービスへのサイバー攻撃および並びに情報流出
- 4月4日(JST)、自社ネットワークに侵入され、権限のない第三者が複数の企業システムにアクセスしたことをウエスタンデジタルが明らかにした[71][72]。対抗策としてシステムやサービスをオフライン化したため、その影響で同社クラウドサービス「My Cloud」が24時間以上にわたり使用不能になった[71]。
  - 4月3日(現地時間)に同社が発表したところによると、'23年3月26日、自社システムに関連するネットワークセキュリティインシデントを特定し、無許可の第三者が多数のシステムへアクセスしたことを確認したとのこと[71]。
    - これを受け、同社はインシデント対応プロトコルを実施し、外部のセキュリティ及び法律の専門家の支援を受けて調査を開始。同時にシステムやサービスをオフライン化などの保護を実施して、影響を受けたインフラとサービスの復元に積極的に取り組んでいると述べた[71]。また、法執行機関との連携も図っているという[72]。
      - 同社は調査がまだ初期段階としつつ、「これまでの調査から、何者かが当社のシステムから特定のデータを不正に入手したと考えており、そのデータが何だったのかを把握するべく努力している」との声明を発表した。この影響を受け、My CloudやMy Cloud OS5、SanDisk ibiなどのシステムが使用不能になっており、声明発表前から事情を知らないユーザが困惑する様子が見られていた[71]。

    - 同社は「当インシデントの改善に注力しているが、当インシデントにより当社の事業運営の一部に支障が生じ、今後も混乱を引き起こす可能性がある」と述べた[71]。
- 4月14日(JST)、同社から顧客情報を含む大量のデータを盗んだハッカーが「最低13億円超」の身代金を要求していると報じられた[73]。
  - ハッキング報告から10日が経過した現地時間の4月13日(木)に、同社はMy Cloudが復旧したことを報告した[73]。
    - ところが、ハッカーの1人はTechCrunchに接触し、自分たちが大量の顧客情報を含む約10TBのデータを同社から盗み出し、「最低1000万ドル」の身代金を要求していると述べた[73]。
      - TechCrunchによれば、ハッカーは自らの主張を証明するために「同社のコードサイニング証明書」で署名したファイルを共有し、同社になりすますことが可能と述べ、2人のセキュリティ研究者もこのファイルを確認し、確かに同社の証明書で署名されていることを認めた[73]。
        - さらに「同社の内部メール、社員が使用していると思われるウェブサービスに保存されているファイル、同社の[[CSO#役職|最高セキュリティ責任者（英語版）]]が参加するグループチャット」などのスクリーンショットをTechCrunchと共有したほか、eコマースプラットフォーム・SAPで管理されているデータなども盗み出したと主張した[73]。

      - また、同社の幹部数人の電話番号も共有し、TechCrunchがこれらの電話番号にかけてもボイスメッセージサービス(注釈:留守電サービス)に転送されるだけであったが、2つの電話番号では幹部の名前入りのボイスメッセージが流れたとのこと。なお、これらの電話番号は一般に公開されているものではなかった[73]。
        - ハッカーはランサムウェアを使用して同社のファイルを暗号化し身代金を要求したが、同社側は交渉に応じてないとのこと。ハッカーは「私は同社に対し身代金を支払うチャンスを与えたいのだが、何度電話をかけても答えずに電話を切ってしまう」と述べている[73]。
          - また、同社のメールシステムがダウンしているため、数人の幹部が持っている個人用メールアドレスにも「1回限りの支払い」を要求するメールを送信しているとハッカーは主張している。ハッカーは幹部に送信したメールで、自分たちは依然として同社のネットワークに潜んでおり、その気になればいつでも永続的な害を与えることが可能だとアピール。その上で、「このやり方を続ければ私たちは報復する」「無駄な言い争いはやめ、お金をもらい、お互いに別々の道を歩みましょう。簡単に言えばお互いのエゴを捨て、この複雑なシナリオを解決するために努力しようということです」と記した[73]。

    - ハッカーはTechCrunchに対し、同社を狙ったのはたまたまであると主張しており、顧客データやハッキング方法の詳細について回答を拒否した。なお、同社が身代金交渉に応じない場合、データをランサムウェアギャングen:Alphv (FIN7)のウェブサイトで公開する方針。ハッカーは自分たちのグループに特定の名称はなく、直接提携しているわけではないとしているが、「私はAlphvがプロであることを知っている」と述べた[73]。
      - 同社の広報担当者であるCharlie Smalling氏は、盗まれたデータの量や顧客データの有無、ハッカーと接触したかどうかといった質問について、TechCrunchへの回答を拒否した[73]。
        - en:PCMag(技術系メディア)は、「サイバー犯罪者は企業に支払いを迫るため、請求内容を誇張したり、うそをついたりする動機があることに留意する必要がある」と述べ、ハッカー側の主張をそのまま信じることはできないと指摘した[73]。
- 5月5日(米国時間)、4月3日に報告した被害について、その後の調査によってオンラインストアユーザーの氏名や住所、暗号化されたパスワードといった個人情報の漏洩が判明したと追加情報を公表した[74]。
  - 本件は現在進行中で、不正入手されたデータの影響範囲や性質分析も行なっているという[74]。
    - 調査の結果、第三者が同社のオンラインストアで使用されているデータベース(以下、DB)のコピーを入手したと判明。DBには、顧客氏名、請求先&配送先住所、Eメールアドレス、電話番号のほか、ハッシュ化されたパスワードやクレジットカード番号の一部が含まれており、影響を受けた顧客には直接連絡するとしている[74]。
    - また、同社から漏洩したものとみられる、それ以外のデータが公開されていることも認識しており、確認を進めているという[74]。
    - 今回の不正アクセスから事業運営を保護するため、同社ではシステムやサービスをオフライン化していたが、これらは徐々に復旧しており、オンラインストアのアカウントアクセスも5月15日の週には回復する見込みだとしている[74]。